# 7.62 cm Infanteriegeschütz L/16.5
7.62 cm Infanteriegeschütz L/16.5 (нем. 7,62-сантиметровое лёгкое пехотное орудие) — немецкое 76-миллиметровое пехотное орудие времён Первой мировой войны.

## Описание
В рейхсвере практика использования полевых орудий для поддержки пехоты при штурме укреплённых позиций зачастую оказывалась невыгодной по причине огромной массы каждого орудия. Поэтому германской армии потребовалось то орудие, которое было бы более лёгким по массе, но не менее эффективно помогала бы пехоте преодолевать линию обороны противника.
В самом начале Первой мировой войны в руки немцев попало огромное количество русских 76-мм противоштурмовых пушек, которые ставились как в крепостях, так и на бронеавтомобилях «Гарфорд-Путилов». Значительная часть этих трофейных орудий была передана руководству концерна Krupp для переработки в орудия поддержки пехоты. Инженеры Krupp установили ствол и затвор орудия на своеобразный грузовой прицеп с двумя сидениями для экипажа за щитом — так появилось новое орудие, получившее маркировку 7.62 cm Infanteriegeschütz L/16.5.
Угол наклона колебался от -18.6° до +11.5°, что предоставляло возможности для использования орудия как оборонительного крепостного орудия. Однако дальность стрельбы при этом не превышала 2,7 км в стационарном положении. В качестве снарядов использовались как трофейные русские, так и специально разработанные немецкие. Популярность орудия среди солдат была велика, однако само оно не было надёжным по причине низкого качества русской стали, из которого изготавливались оригинальные 76-мм противоштурмовые пушки. Для ликвидации недостатков орудия была разработана новая пушка 7.7 cm Infanteriegeschütz L/20.